# Vicente Llorente
Vicente Llorente Matos (Las Palmas de Gran Canaria, 1857-Madrid, 1916) fue un médico, microbiólogo, político y académico español.

## Biografía
Nació en 1857 en Las Palmas de Gran Canaria. Doctor en Medicina, fue colaborador de Los Remedios Nuevos (1898). Se dedicó a la microbiología y fundó el Instituto Microbiológico y Sueroterápico que lleva su nombre. Ha sido considerado «uno de los primeros médicos que emplearon en España el tratamiento antirrábico y seroterápico contra la difteria». Miembro de la Real Academia Nacional de Medicina, fue condecorado con la cruz de Beneficencia. Falleció en 1916 en Madrid. Como político fue elegido en 1899 y 1903 diputado en las Cortes de la Restauración, por el distrito canario de Las Palmas.